# 페인스빌

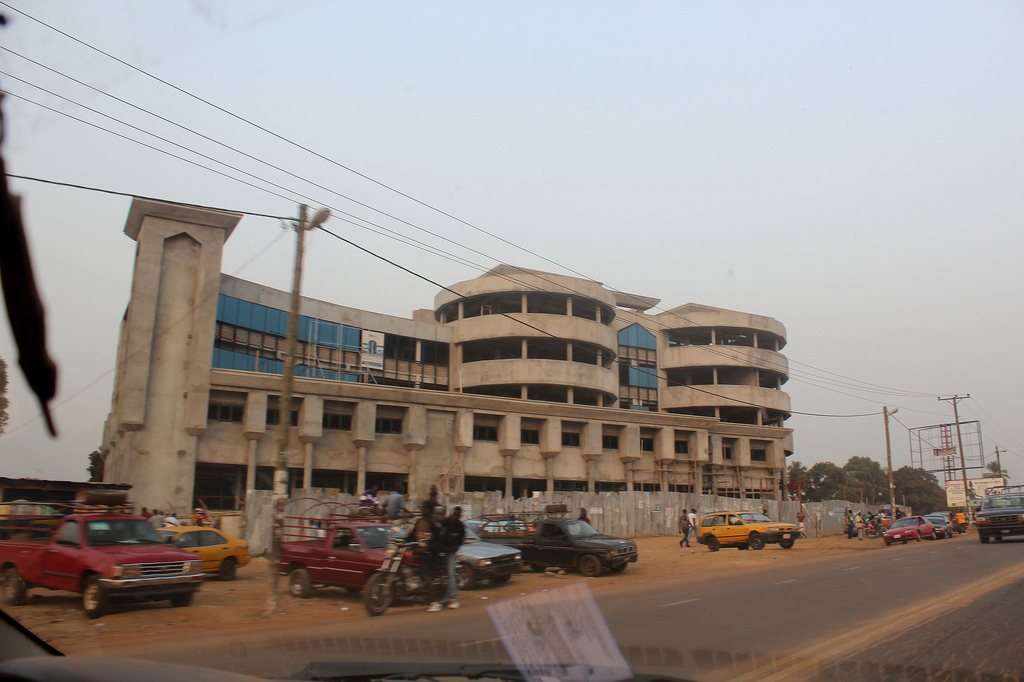

페인스빌(Paynesville)은 라이베리아 몽세라도 주에 속한 도시이다. 수도 몬로비아의 교외 역할을 하고 있다.
라이베리아 몬로비아 동쪽 교외 지역이다. 지리적으로 몬로비아 시보다 크며 로버츠필드 고속도로를 따라 동쪽으로, 라이베리아에서 가장 큰 시장 지역 중 하나인 홍등가 시장을 넘어 북동쪽으로 확장되고 있다. 페인스빌은 종종 그레이터 몬로비아(Greater Monrovia) 지역의 일부로 간주된다. 2011년 탑이 철거되기 전까지 아프리카에서 가장 높은 구조물인 페인스빌 오메가 트랜스미터(Paynesville Omega Transmitter)가 위치한 곳이었다. 리베리아 방송 시스템(Liberia Broadcasting System)도 페인스빌에 있다. 라이베리아 유도 연맹은 페인스빌에 기반을 두고 있다.